# Слободка (Ильинское сельское поселение)
Слободка — деревня в Слободском районе Кировской области в составе Ильинского сельского поселения.

## География
Находится на расстоянии примерно 22 км на восток-северо-восток от районного центра города Слободской.

## История
Известна с 1678 года как деревня Гавриловская с 3 дворами. В 1764 году здесь было учтено 50 жителей. В 1873 году здесь (деревня Гавриловская или Слободна) учтено было дворов 4 и жителей 66, в 1905 9 и 68, в 1926 12 и 61, в 1950 27 и 81. В 1989 году проживало 154 человека. Нынешнее название окончательно закрепилось с 1939 года.

## Население
Постоянное население составляло 137 человек (русские 98 %) в 2002 году, 117 — в 2010.